# Симеон (Линьков)
Епископ Симеон (в миру Сергей Георгиевич Линьков; 6 октября 1836, Москва — 30 июля 1899, Минск) — служитель Русской православной церкви, епископ Минский и Туровский.

## Биография
Родился 6 октября 1836 года в семье причетника города Москвы.
После окончания Московской духовной семинарии поступил в Московскую духовную академию, которую окончил 1862 году со степенью магистра богословия. Назначен профессором в Вифанскую духовную семинарию.
17 февраля 1865 года пострижен в монашество, 20 февраля рукоположён во иеродиакона, а 21 февраля — во иеромонаха.
С 22 мая 1867 года — инспектор и профессор Московской духовной семинарии.
8 мая 1869 года возведён в сан архимандрита. С 16 февраля 1872 года — ректор Пензенской духовной семинарии, настоятель Преображенского монастыря и редактор «Пензенских епархиальных ведомостей».
С 10 марта 1875 года — наместник Александро-Невской Лавры.
13 февраля 1883 года хиротонисан во епископа Орловского и Севского. Хиротония состоялась в Санкт-Петербургской Александро-Невской Лавре.
С 3 июня 1889 года — епископ Минский и Туровский.
15 мая 1894 года награждён бриллиантовым крестом для ношения на клобуке.
Скончался 30 июля 1899 года в Минске.